# Onda Latina
Onda Latina è stato un canale televisivo italiano che trasmetteva una programmazione di soli videoclip di musica latino-americana. Il canale, dal 31 luglio 2009 al 31 luglio 2012, era visibile alla numerazione 715 di Sky.
Dal 3 dicembre 2012 l'emittente torna a trasmettere in digitale sul mux Rete A 2 all'LCN 162, dove è rimasta fino al 28 dicembre 2015, giorno in cui è stata sostituita da Onda Italiana.
Attualmente è disponibile "on demand" all'interno del bouquet Sky Italia.